# Epetriodus freddyi
Epetriodus freddyi is een straalvinnige vissensoort uit de familie van naaldvissen (Ophidiidae). De wetenschappelijke naam van de soort is voor het eerst geldig gepubliceerd in 1978 door Cohen & Nielsen.